# Eva Lind
Pour les articles homonymes, voir Lind.

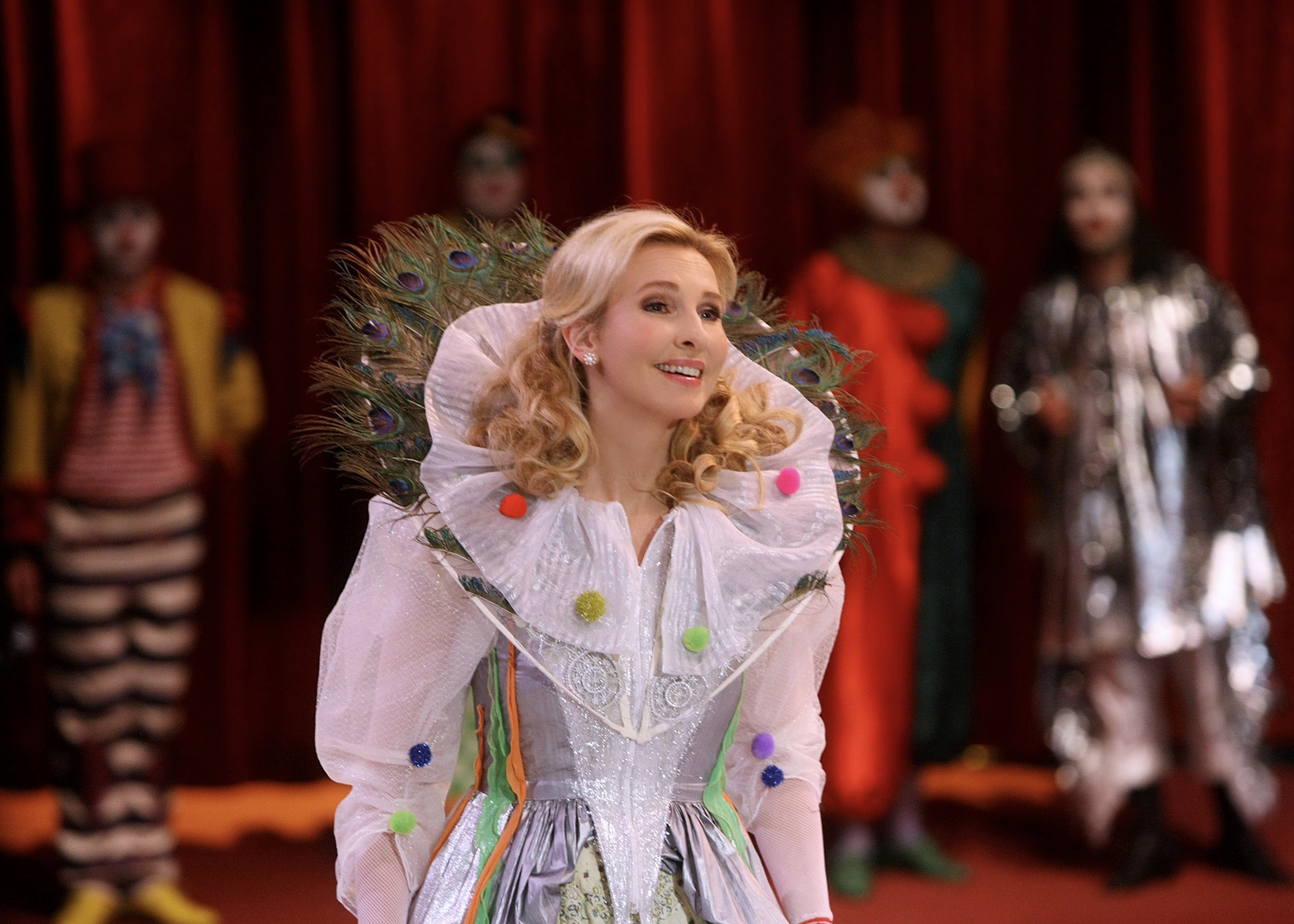
Eva Lind comme Nedda dans l'opéra "I Pagliacci", 2012

Eva Lind (née à Innsbruck le 14 juin 1966) est une soprano autrichienne.

## Biographie
Avec ses débuts comme Reine de la Nuit dans La Flûte Enchantée de Mozart à l'Opéra national de Vienne, tout comme Lucia dans Lucia di Lammermoor à Bâle, Eva Lind alors âgée de 19 ans a commencé une carrière internationale fulgurante qui fit d'elle une habituée des grands opéras et des salles de concert : Paris (Théâtre des Champs-Élysées), Monaco (Opéra de Monte-Carlo), Milan (Teatro alla Scala), Londres (Royal Albert Hall, Royal Festival Hall), New York (Carnegie Hall), Berlin (Staatsoper unter den Linden, Deutsche Oper, Philharmonie), Munich (Bayerische Staatsoper, Philharmonie, Herkulessaal, Cuvilliestheater), Hambourg (Staatsoper, Musikhalle), Vienne (Staatsoper, Volksoper, Musikverein, Konzerthaus), Zurich (Opernhaus, Tonhalle), Stockholm (Royal Opera House), Madrid (Teatro de la Zarzuela), Sevilla (Teatro de la Maestranza), Buenos Aires (Teatro Colon), Tokyo (Suntory Hall, Tokyo Opera City), Shanghai (Opera House) et beaucoup d'autres.
La scène des opéras où elle sait interpréter et incarner d'innombrables rôles de son répertoire
professionnel, par exemple comme Gilda ("Rigoletto"), Violetta ("La Traviata"), Nannetta
("Falstaff"), Amina ("La sonnambula"), Adina ("L'Elisir d'Amore"), Marie ("La Fille du
Régiment"), Juliette ("Roméo et Juliette"), Ophélie ("Hamlet"), Micaela ("Carmen"), Konstanze ("L'Enlèvement au Serail"), Sophie ("Le Chevalier a la Rose") ou Rosalinde ("La Chauve-Souris") constitue l'essentiel de son activité artistique.
De plus, Eva Lind est une cantatrice très dévouée à l'oratorio et la mélodie. On compte parmi son répertoire des œuvres de Mozart, Schubert, Schumann, Mendelssohn, Brahms, Wolf, Strauss, Mahler, Berg, Fauré, Debussy, Satie, Donizetti, Bellini et Verdi.
Eva Lind a été invitée aux festivals les plus prestigieux : Festival de Salzbourg, Festival de musique du Schleswig-Holstein, Festival de Vérone, Festival de Glyndebourne, Festival d'opéra de Munich (de), Schubertiade Feldkirch, Festival de musique ancienne d'Innsbruck (de).
Elle a collaboré avec des collègues comme Placido Domingo, Luciano Pavarotti, José Carreras et Alfredo Kraus et avec des chefs d'orchestre comme Riccardo Muti, Claudio Abbado, Sir Georg Solti, Lord Yehudi Menuhin, Georges Pretre, Sir Colin Davis, Sir Neville Marriner, Sir André Previn ou Seiji Ozawa.
Il existe une discographie très riche de cette artiste : outre les intégrales d'opéra (par exemple "La Sonnambula", "Les Contes d'Hoffmann", "Der Freischuetz"), on trouve également des productions en duo (avec José Carreras ou Francisco Araiza) ainsi que de nombreux enregistrements en solo comme "Coloratura Arias" ou "Sentimento".
Eva Lind fit ses débuts à New York (Carnegie Hall) en 2007 et en 2008 à Washington (National Gallery of Arts) en 2008.
En novembre 2009 elle a donné un concert avec René Kollo à Dubaï (Burj-Al-Arab); en octobre de la même année elle chantait un concert de gala pour la Princesse Caroline de Monaco.
Elle a fait une tournée avec des concerts de nouvel an au Japon (Tokyo, Osaka, Yokohama etc.) en janvier 2010 et la tournée "Flames of Classic" dans les grandes villes allemandes comme Francfort (Alte Oper), Berlin (Tempodrom), Duesseldorf (Tonhalle), Stuttgart (Liederhalle) en février/mars 2010.

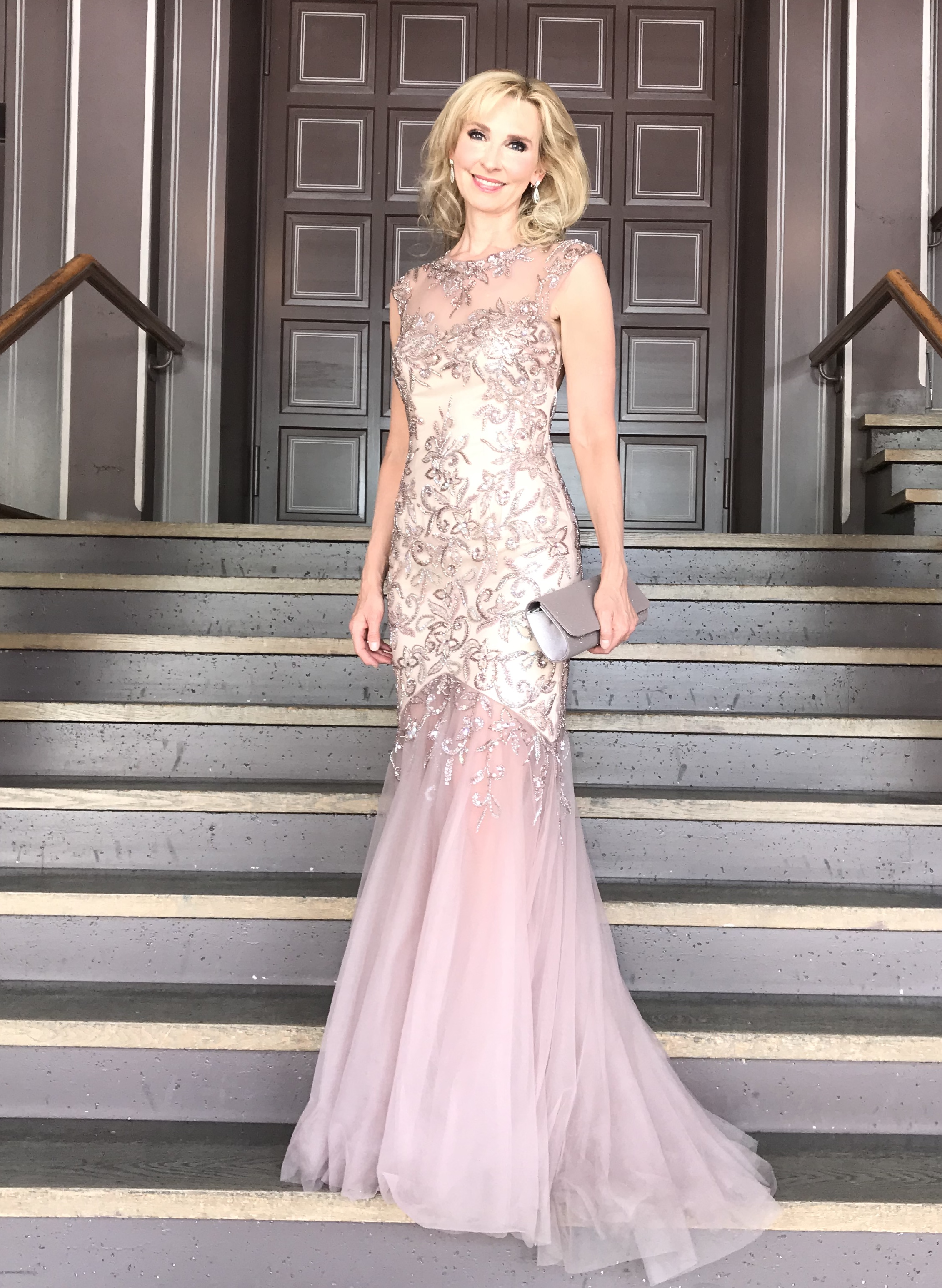
Eva Lind au festival de Bayreuth, 2019

Le 5 mai 2010 elle a donné un récital a Milan (Teatro Dal Verme).
En juillet 2010 elle a chanté le rôle de Gilda dans Rigoletto (avec Leo Nucci comme Rigoletto) au festival de Soleure.
Du 27 décembre 2010 au 6 janvier 2011 elle chantait en Chine (Pékin, Shanghai, Qingdao, Dalian, Hangzhou, Souzhou, Changhsa, Meizhou) accompagnée par l'orchestre symphonique de Berlin.
En juin/juillet 2012 Eva Lind a incarné le rôle de "Nedda" dans l'opéra "I Pagliacci" en coopération avec le Cirque Roncalli - une production qui faisait sensation au festival de Schwerin.
En mars/avril 2014 elle a été en tournée en Chine donnant des récitals à Shanghai, Chongqing, Xuzhou, Dalian etc. avec la pianiste chinoise Xin Sui.
En novembre 2019, elle était en tournée en Allemagne (21 concerts) avec Paul Potts.

## Discographie
Récitals :
- Frühlingsstimmen– Wiener Volksopernorchester, Franz Bauer-Theussl (Philips Classics, 1986)
- Coloratura Arias – Münchner Rundfunkorchester, Heinz Wallberg (Philips Classics, 1988)
- Operatic Duets (avec Francisco Araiza), Tonhalle-Orchester Zürich, Ralf Weikert (Philips Classics, 1990)
- Ich bin verliebt – Accademia di Montegridolfo, Gustav Kuhn (BMG, 1996)
- My Romance (avec José Carreras), The London Musicians Orchestra, David Giménez Carreras (Erato, 1997)
- Lieder, die zu Herzen geh'n – Deutsches Filmorchester Babelsberg, Erich Becht (Koch Classics, 2000)
- Sentimento – Philharmonic Orchestra München, Herrmann Weindorf (Koch Universal, 2001)
- Wunder gescheh'n – Philharmonic Orchestra München, Herrmann Weindorf (Koch Universal, 2003)
- Ich will leben – Kölner Symphonisches Orchester, Erich Becht (Hänssler Classic, 2005)
- Mozart rennt – Das Rennquintett (Bayer Records, 2006)
- Die große Operettengala (with Plácido Domingo, José Carreras, Thomas Hampson: Budapester Philharmonie, Marcello Viotti; (Sony Classical, 2007)
- Stille Nacht – Kölner Symphonisches Orchester, Erich Becht (Sony BMG 2006)
- Magic Moments (avec Tobey Wilson), Philharmonic Orchestra München, Herrmann Weindorf (Seven Days Music, 2008)
- Eva Lind – Ihre grössten Erfolge aus Strasse der Lieder ( Koch Universal, 2008)
- Eva Lind - Bijoux (Solo Musica, 2014)
- Regenbogenfarben (ABAKUS Musik, 2015)
- Die Symphonie des Lebens (NAXOS, 2018)
- Weihnachtslieder Klassik (NOVA, 2019)

Opéra (intégral) :
- Les Contes d'Hoffmann (Olympia) Staatskapelle Dresden, Jeffrey Tate
- Der Freischütz (Ännchen) Staatskapelle Dresden, Sir Colin Davis
- La Finta Semplice (Ninetta) Kammerorchester Ch.P.E.Bach, Peter Schreier
- Die Fledermaus (Adele) Münchner Rundfunkorchester, Placido Domingo
- Hänsel und Gretel (Taumännchen) Bayerisches Rundfunk-Sinfonieorchester, Jeffrey Tate
- Die Zauberflöte (Papagena) Academy of St.Martin in the Fields, Sir Neville Marriner
- Die Frau ohne Schatten (Hüter der Schwelle) Wiener Philharmoniker, Sir Georg Solti
- Ariadne auf Naxos (Najade) Gewandhausorchester Leipzig, Kurt Masur

Symphonie, Oratoire :
- Ein Sommernachtstraum (Mendelssohn-Bartholdi) Wiener Philharmoniker, André Previn
- Nelsonmesse (Haydn) SWR Sinfonieorchester, Michael Gielen
- L'Apocalypse selon Saint Jean (Jean Francaix) Göttinger Symphonieorchester, Christian Simonis
- La Cetra Appesa (Azio Corghi) Orchestra Sinfonica "Arturo Toscanini", Will Humburg
- Missa est (Helmut Eder) Radio-Symphonieorchester Wien, Leopold Hager

DVD :
- Salute to Vienna (1999) avec Gregory Peck, The Boys Choir of Harlem, Wiener Sängerknaben
- Die große Operettengala (2007) avec Plácido Domingo, José Carreras, Thomas Hampson et Andrea Rost
- Eva Lind – Ihre grossen Erfolge aus Strasse der Lieder (2008)

## Distinction
Europäischer Förderpreis (European Foundation for Culture - Fondation Européenne de la Culture
President Committee of Patrons: H.R.H. Prince of Denmark) 

## Note
http://www.ln-online.de/sommerredaktion/3493649/bajazzo-trifft-roncalli-weltpremiere-in-schwerin
http://www.focus.de/kultur/kunst/theater-roncallis-neuer-theater-flirt-der-bajazzo-in-schwerin_aid_767135.html
1. ↑   Eva Lind - Lucia di Lammermoor - Mad Scene
2. ↑  CD "Die grosse Operettengala" Deutsche Grammophon
3. ↑  Tour japonaise Tokyo, Osaka, Yokohama avec "Wiener Philharmoniker" 2010